# M'Pessoba
M'Pessoba is een gemeente (commune) in de regio Sikasso in Mali. De gemeente telt 35.300 inwoners (2009).
De gemeente bestaat uit de volgende plaatsen:

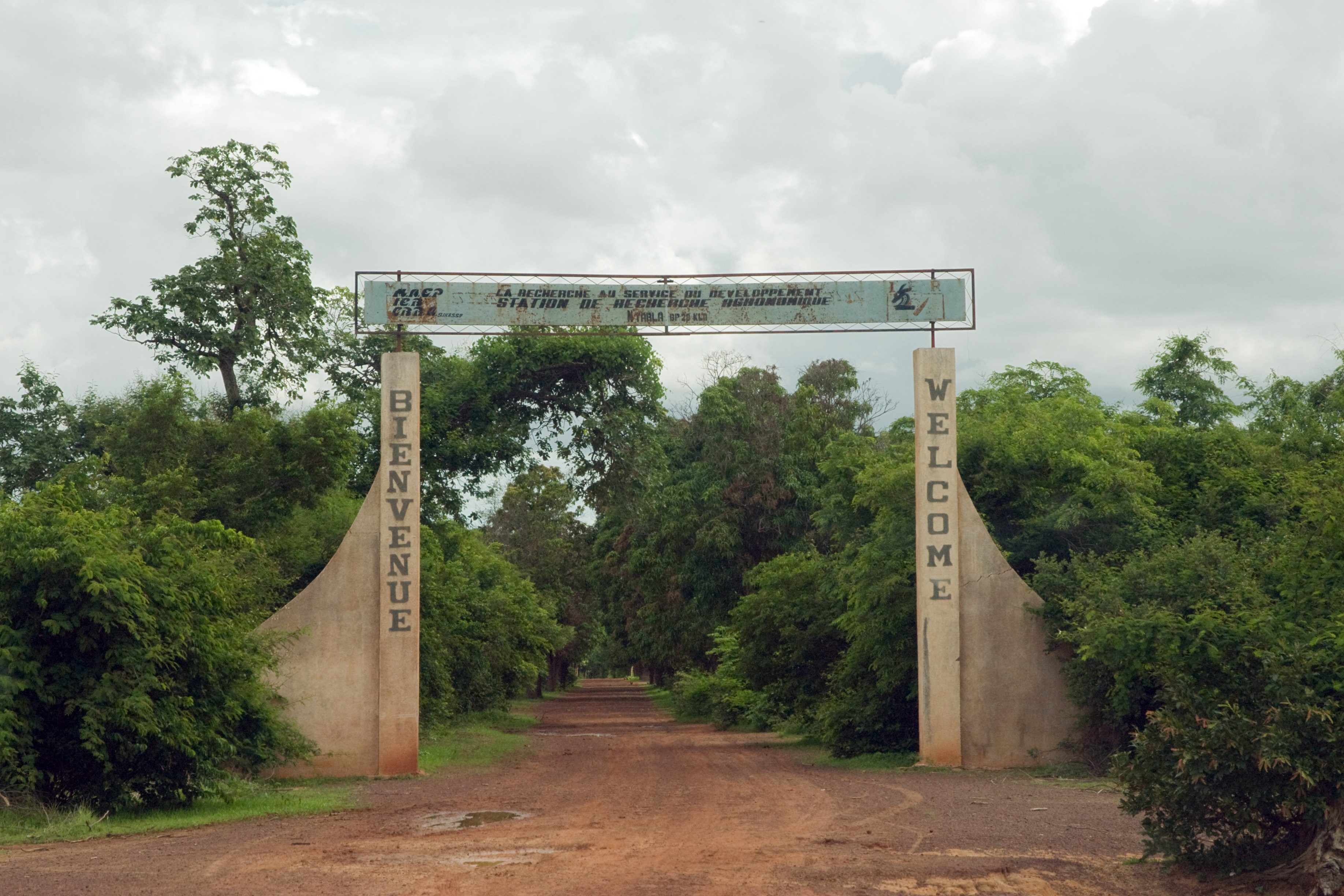
De ingang van het landbouwkundig proefstation N'Tarala, ongeveer tien kilometer van het centrum.

- Bana
- Boudibougou
- Danzana
- Dempela I
- Dempela II
- Dentiola I
- Dentiola II
- Dozola
- Fantala
- Gouentiesso
- Kemessorola
- Kintieri
- Kolomosso
- M'Pessoba
- Mina
- N'Tarala
- Nankorola
- Pala
- Sobala
- Zandiéla